# Allophyes corsica
Allophyes corsica is een vlinder uit de familie uilen (Noctuidae). De wetenschappelijke naam is voor het eerst geldig gepubliceerd in 1905 door Spuler.
De soort komt voor in Europa.